# Leon Takhtajan
Leon Armenovich Takhtajan (em russo:  Леон Арменович Тахтаджян; Erevan, 1 de outubro de 1950) é um físico matemático russo.
Filho do botânico armeno-soviético Armen Takhtajan, obteve um doutorado em 1975 no Instituto de Matemática Steklov, orientado por Ludvig Faddeev, com a tese Complete Integrability of the Equation  {\displaystyle u_{tt}+u_{xx}+\sin(u)=0}. É desde a década de 1990 professor da Stony Brook University. é fellow da American Mathematical Society.
Foi palestrante convidado do Congresso Internacional de Matemáticos em Varsóvia (1983: Integrable models in classical and quantum field theory).

## Obras
- com Ludwig Faddejew, Evgeny Sklyanin The quantum inverse problem method, Theoretical and Mathematical Physics, Volume 40, 1980, p. 688
- Quantum field theories on an algebraic curve,  Lett. Math. Phys., Volume 52, 2000, p. 79–91
- com Faddejew Hamiltonian methods in the theory of solitons, Springer Verlag, 1987, 2007
- com L.-P. Teo Weil-Petersson Metric on the Universal Teichmuller Space,  Memoirs of the Amer. Math. Soc. 183, 2006
- Quantum mechanics for mathematicians, American Mathematical Society 2008